# Carema
Carema (arpità Karéma) és un municipi italià, situat a la ciutat metropolitana de Torí, a la regió del Piemont. L'any 2007 tenia 769 habitants. Està situat a les Valls arpitanes del Piemont. Limita amb Donnas, Lillianes, Perloz i Pont-Saint-Martin (Vall d'Aosta), Quincinetto i Settimo Vittone. El 18 de març de 2007 es convocà un referèndum al municipi per tal d'incorporar-se a la Vall d'Aosta, que resultà favorable, i que actualment està seguint el tràmit parlamentari competent, 

## Administració
| Període | Identitat           | Partit        |
| ------- | ------------------- | ------------- |
| 2004-   | Giovanni Aldighieri | Llista cívica |

## Galeria d'imatges

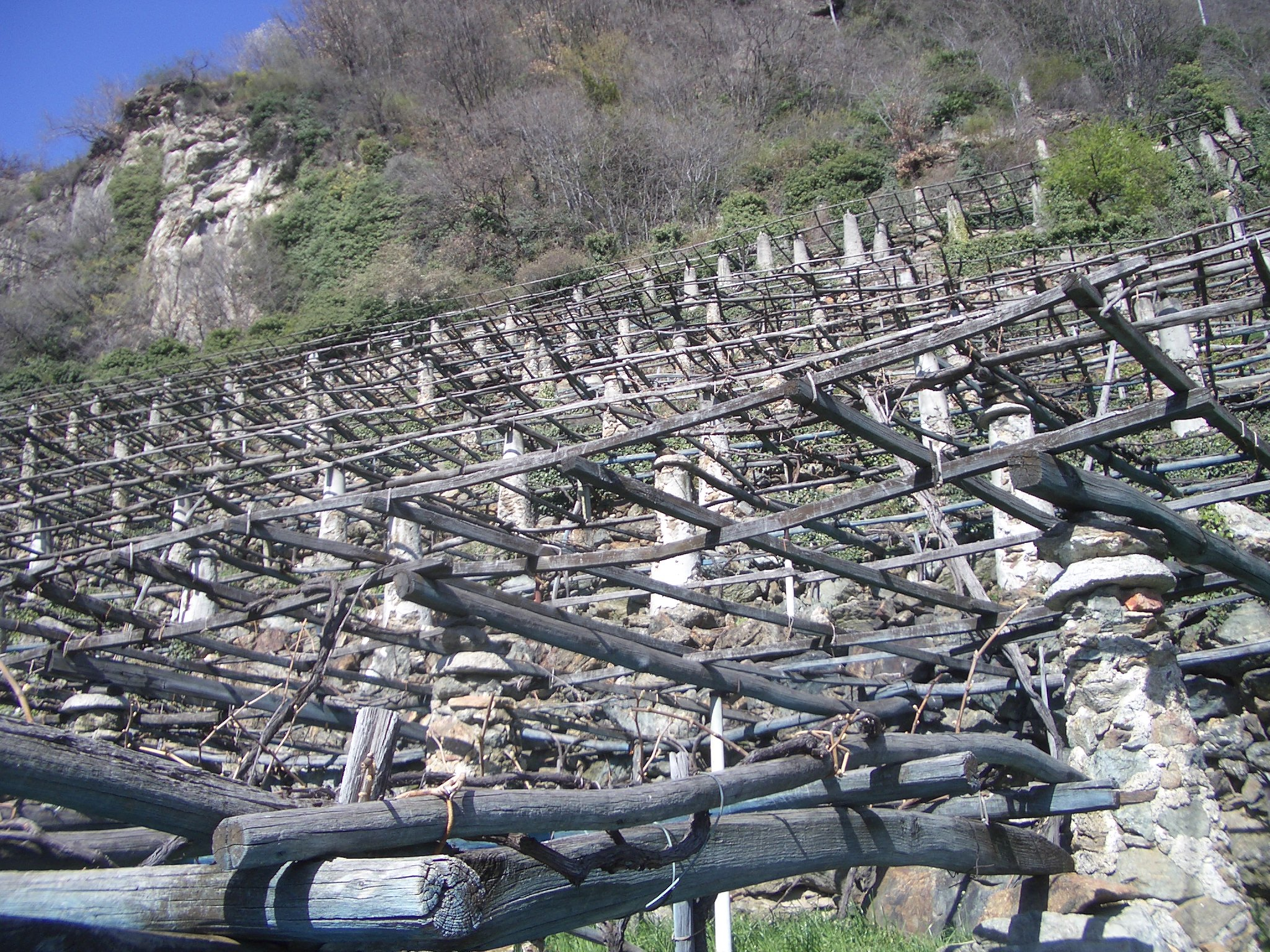
Paisatge amb vinyes
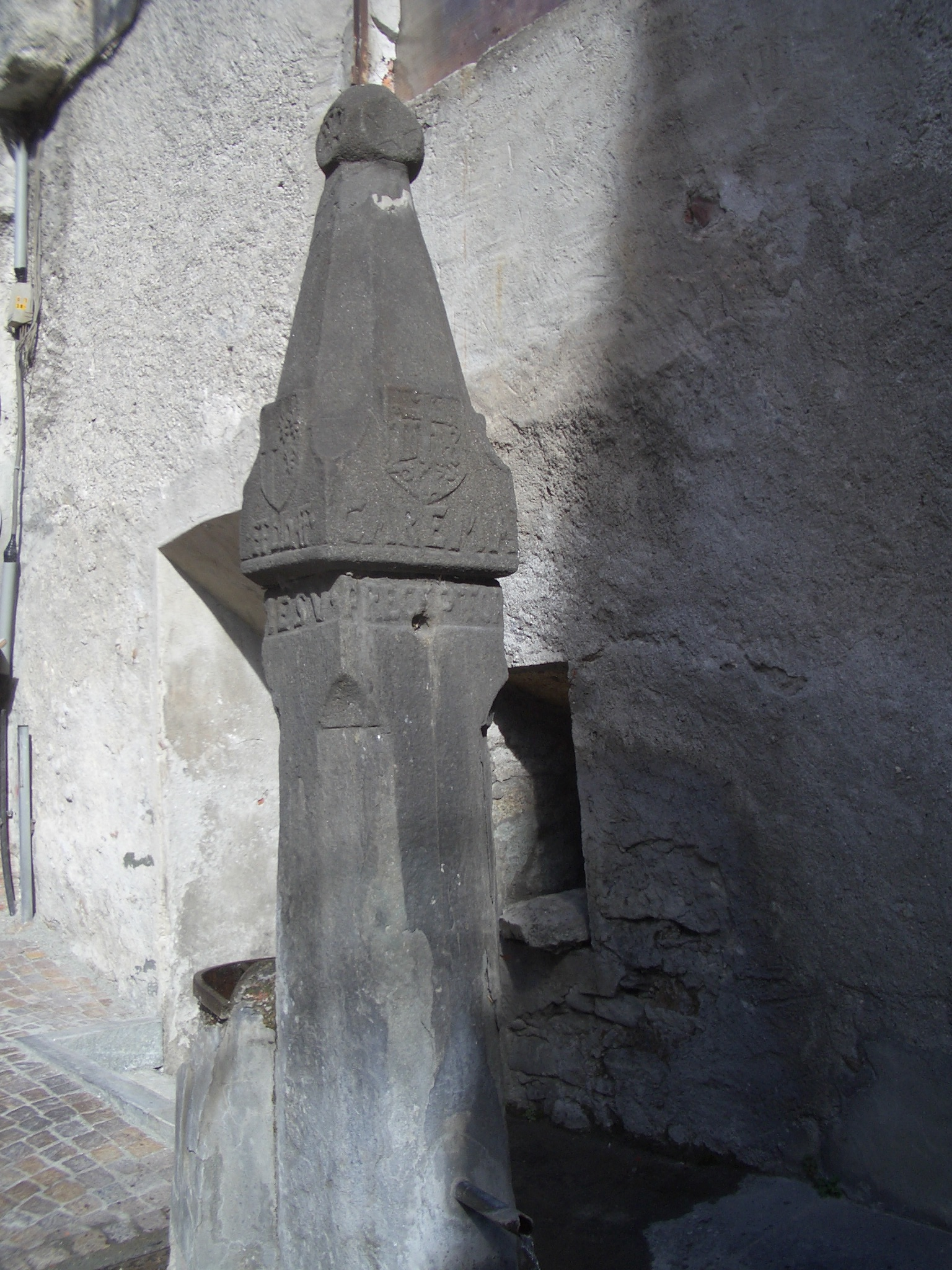
La font a via Basiglia
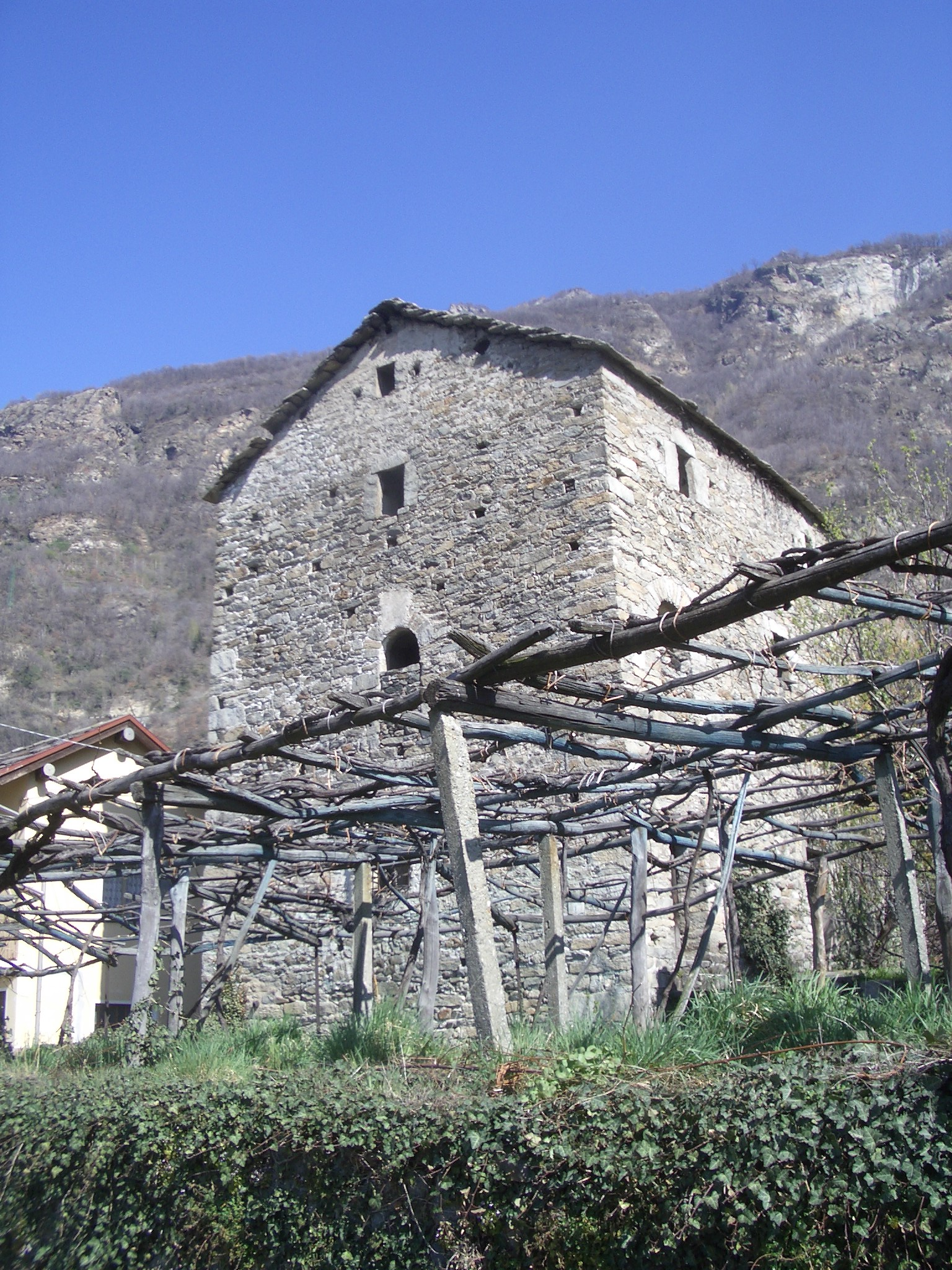
La Gran Masun
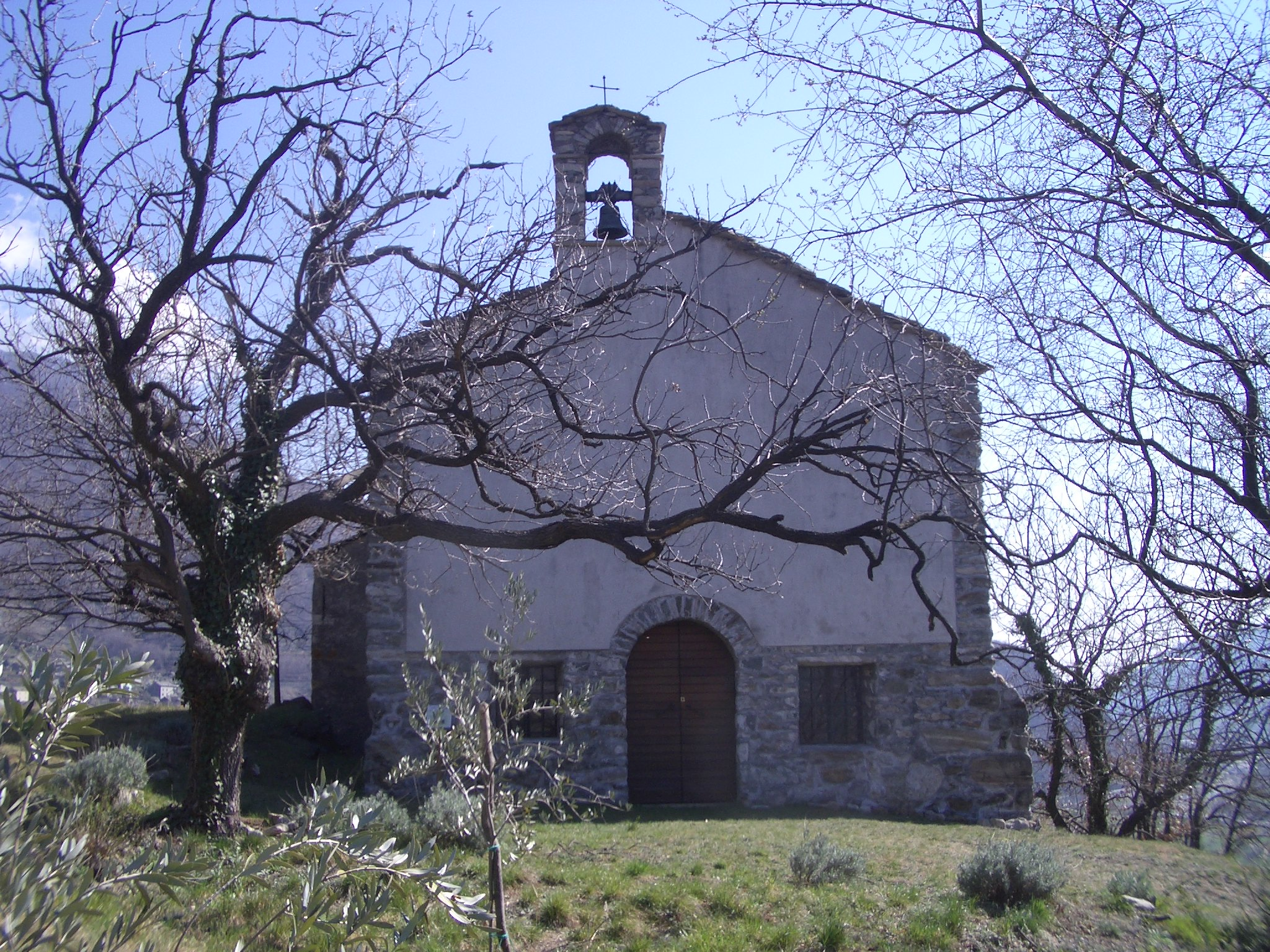
La capella de San Rocco